# Harvey Comics
Vous lisez un « article de qualité » labellisé en 2019.
Harvey Comics est une maison d'édition américaine de comic books fondée en 1941 par Alfred Harvey. À ses débuts, elle ne se différencie pas des autres éditeurs et suit les modes du moment (guerre dans les années 1940, horreur et romance dans les années 1950). Les années 1950 permettent à la société de se démarquer. Dans un premier temps, elle édite au format comic book des comic strips à succès, comme Joe Palooka ou Blondie et surtout, en 1951, Alfred Harvey signe un accord avec Famous Studios pour publier des adaptations des personnages de leurs dessins animés. Cet accord amène le succès des comics, qui se vendent souvent à plus d'un million d'exemplaires comme ceux de Casper le gentil fantôme ou de Richie Rich. Pour mieux assurer ses revenus, Harvey Comics rachète en 1959 les droits complets sur les personnages. De plus, des séries animées sont présentes régulièrement sur les écrans. Cependant, à partir de la seconde partie des années 1970, les ventes diminuent progressivement et, en 1982, la société cesse toute publication. Une relance est tentée en 1986 mais sans succès. La société est alors rachetée puis elle revient au début des années 1990, sans plus de réussite. Elle disparaît définitivement en 1994. Cependant, son catalogue reste vivant car il a été racheté plusieurs fois et diverses œuvres en ont été tirées. 
La présence des personnages Harvey dans des comics est très limitée, mais il n'en est pas de même pour d'autres supports. Ainsi, Casper et Richie Rich ont été les héros de films et de séries d'animation. En 2019, un dessin animé mettant en vedette trois des personnages de Harvey — Little Dot, Little Lotta et Little Audrey — est encore diffusé sur Netflix. Il faut cependant noter qu'Harvey Comics a eu une production dans d'autres genres que le comics pour la jeunesse. Les comics d'horreur étaient remarquables dans les années 1950. Dans les deux cas, le rôle des auteurs (Joe Simon, Warren Kremer, Sid Jacobson, etc.) est évident. En effet, Alfred Harvey avait recruté des scénaristes et des dessinateurs de talent qui savaient s'adapter au genre demandé. Ainsi, Harvey Comics a marqué le monde des comics, surtout dans un genre qui est maintenant sous-représenté : le comics destiné aux enfants.

## Histoire

### Débuts

#### Incertitudes des origines
En 1939, Alfred Harvey Wiernikoff est responsable éditorial chez Fox Feature Syndicate fondée au début de l'année. Il décide de quitter ce poste et de créer sa propre maison d'édition, à laquelle il donne le nom d'Alfred Harvey Publication. Il est soutenu par Irving Manheimer, président de la société de distribution Publishers Distributing Company. Il est particulièrement difficile de retracer quel a été le premier comics publié par Alfred Harvey. En effet, les premiers titres parus sous son nom étaient auparavant publiés par d'autres éditeurs — qui travaillaient aussi avec Irving Manheimer. Alfred Harvey reprend ces titres et en poursuit la publication sans que la numérotation change. Si le premier comics portant le nom d'Alfred Harvey comme éditeur est Pocket Comics no 1, daté d'août 1941, le deuxième est Speed Comics no 14 de septembre 1941. Ce comics était auparavant publié par Brookwood qui l'avait cédé à Speed Comics Publishing dirigé par Leo Greenwald. Celui-ci possédait aussi Champ Comics,. Ce titre est aussi publié par Harvey à partir du 18 mai 1942. 
Cependant, il est possible qu'Alfred Harvey ait pris le contrôle de ces publications bien avant. Ainsi Champ Comics nommé à l'origine Champion Comics était publié par Worth Publishing dont le directeur était Worth Carnahan. Or, ce dernier était auteur de comics et travaillait dans un studio de dessinateurs, appelé Majestic Studios, qui était une subdivision de la société dirigée par Harry Donenfeld, l'un des dirigeants de DC Comics. Son rôle d'éditeur est donc incertain et il est possible qu'il n'ait été qu'un prête-nom pour Alfred Harvey. De plus, Irving Manheimer, qui soutenait financièrement de jeunes éditeurs qui se lançaient comme Ned Pines (Pines Publications) ou Martin Goodman (Timely Comics, ancien nom de Marvel Comics) était aussi le dirigeant de Worth Carnahan et, en 1939, avait été choisi comme président de Worth Publishing. 
Enfin, il existe une autre hypothèse, qui s'appuie en partie sur la présence de pages d'informations philatéliques, dues très probablement à Worth Carnahan, qui était collectionneur de timbres, et à la présence de Carnahan au Majestic Studio, propriété de Donenfield. Ce dernier aurait été le véritable propriétaire de Champion Comics et Carnahan en aurait été le responsable éditorial. Alfred Harvey aurait pris le contrôle de cette série à partir du numéro 8, comme le prouve la fin des pages consacrées à la philatélie. Quoi qu'il en soit, le premier comics dans lequel le nom d'Alfred Harvey apparaît est  Pocket Comics, qui n'est pas au format comics mais qui se présente sous la forme digest, c'est-à-dire la moitié de la taille comics. La couverture est probablement de Joe Simon, bien qu'elle ait été longtemps attribuée à Bob Powell.

#### Années 1940
Pocket Comics est donc la première anthologie publiée sous le nom d'Alfred Harvey. Elle propose les aventures de plusieurs personnages comme The Zebra, The Phantom Sphinx, The Spirit of '76 et Black Cat. Elle est suivie par Speed Comics, anthologie de séries de super-héros comme Shock Gibson ou Captain Freedom. À ce premier titre s'ajoute Champion Comics en mai 1942 puis Green Hornet Comics racheté à Holyoke Publishing. D'autres séries sont lancées : Spitfire Comics, Super Duper, War Victory Adventures et Hello Pal Comics, mais celles-ci ne connaissent pas le succès et sont abandonnées après deux ou trois numéros. Pocket Comics connaît le même sort après quatre numéros car les vendeurs se plaignent que le format choisi facilite le vol. Certains personnages sont alors redistribués dans les autres comics. Black Cat qui est le personnage le plus apprécié des lecteurs, trouve ainsi une place dans Speed Comics.
En 1942, Harvey lance un nouveau comics intitulé All-New Comics. Celui-ci rejoint Speed Comics et Green Hornet Comics qui sont les seules séries publiées par Harvey durant la Seconde Guerre mondiale. Cette même année, pour suivre la vague de comics mettant en scène de jeunes gens luttant contre le nazisme, Harvey produit Girls Commando, une série dessinée par Jill Elgin qui fait suite aux aventures de War Nurse dessinée entre autres par Barbara Hall. La guerre a une autre influence sur la société : en effet, Alfred Harvey est appelé sous les drapeaux et son frère Leon devient vice-président de l'entreprise dès lors renommée en Family Comics. Alfred Harvey reste sur le territoire américain, ce qui lui permet de suivre l'évolution de la société, d'autant qu'à l'armée il est chargé d'éditer des comics éducatifs destinés aux soldats. Après la guerre, leur troisième frère, Robert, rejoint aussi Family Comics qui est rebaptisée d'abord Home Publication puis Harvey Comics : c'est ce second nom qu'elle conserve jusqu'à sa disparition.

#### Après-guerre

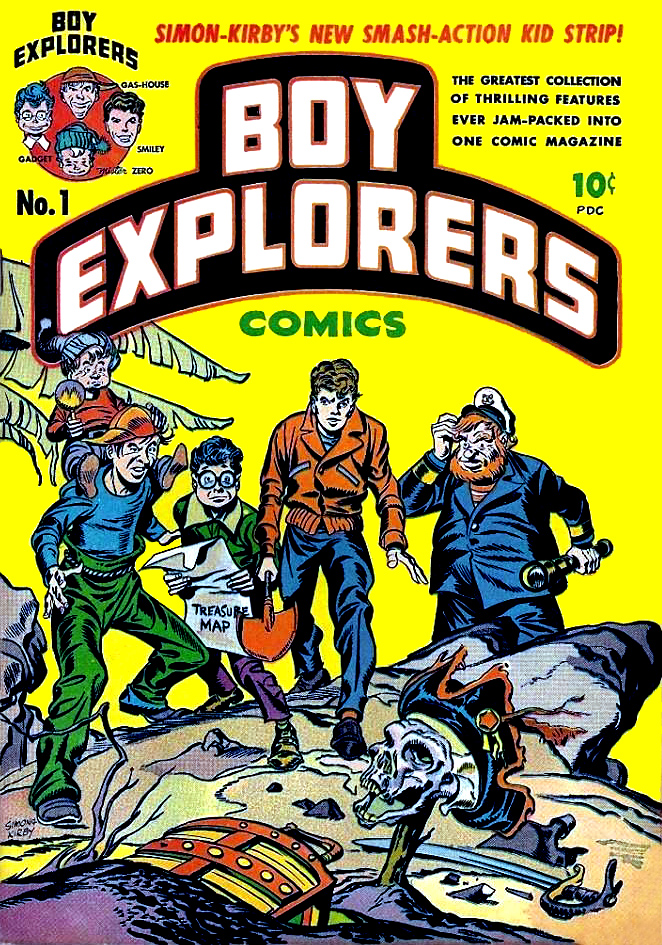
Couverture du premier numéro de Boy Explorers de Simon et Kirby.

Alors que jusqu'en 1945, les comics de super-héros étaient les plus recherchés, après-guerre leur attrait s'efface rapidement et les éditeurs cherchent le genre qui pourra les remplacer. Harvey Comics essaie dans un premier temps de lancer des comics humoristiques (Clown Comics, Dotty Dripple et Horace and Dotty Dripple) et des comics d'aventure. Aucune série ne présente d'identité forte et rien ne distingue alors Harvey Comics de la multitude d'éditeurs de l'époque. Une seule super-héroïne, The Black Cat, qui est apparue en juin 1941 connaît un relatif succès et dure jusque dans les années 1950. Selon certaines sources, les aventures de ce personnage sont dessinées par Barbara Hall mais Trina Robbins dément cette information et attribue à Al Gabriele la création du personnage. Le succès de The Black Cat se concrétise par la création de son propre comics entre 1946 et 1963, même si les changements de mode amènent la disparition du personnage en 1951. En effet seul le nom de l'héroïne reste indiqué sur la couverture mais elle-même n'apparaît plus.
Harvey a aussi l'opportunité de travailler avec Joe Simon et Jack Kirby, auteurs de comics à succès comme Captain America et rendus à la vie civile. Ils proposent deux nouveaux comics d'aventure : Stuntman et Boy explorers. Cependant, ces deux titres sont noyés sous le flot de nouveautés qui apparaissent dans les kiosques après le rationnement de papier dû à l'effort de guerre. Stuntman connaît deux numéros et Boy explorers un seul. Harvey dénonce alors le contrat conclu avec Kirby et Simon, lesquels se tournent vers la maison d'édition Crestwood. Un dernier comics d'aventure intitulé Strange Stories n'a pas plus de succès.

### Des années 1950 aux années 1970

#### Les années 1950: le début du succès

##### Les adaptations decomic strips

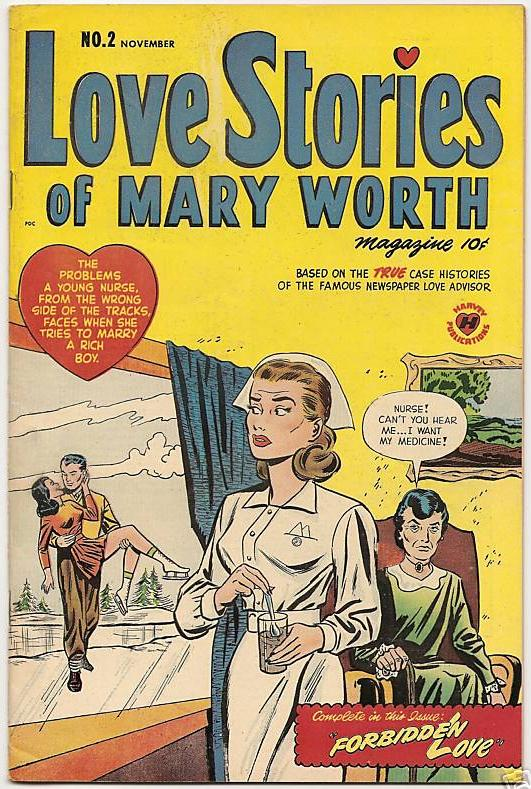
Couverture de Love Stories of Mary Worth 2.

Comme les comics d'humour ou d'aventure ne se vendent pas, Harvey décide de revenir à l'origine des comic books, à savoir la reprise de comic strips. Dans les années 1950, la majeure partie de la ligne de Harvey est donc constituée d'adaptations. Le premier héros de strip à obtenir son propre comic book est Joe Palooka en 1945. En 1947 Li'l Abner et Terry et les Pirates sont aussi adaptés par Harvey. Si Joe Palooka est un succès jusqu'en 1961, en revanche les deux autres séries sont assez rapidement arrêtées car les ventes sont trop faibles. Steve Canyon en 1948 est aussi un échec. Cette alternance de réussite et de désillusion persiste par la suite : Kerry Drake se vend bien alors que Love Stories of Mary Worth ne dure que cinq numéros. A contrario, The Sad Sack devient un pilier de Harvey : le comics sera publié jusqu'à la disparition de la maison d'édition.  En 1950 sont lancés Blondie et Dick Tracy qui sont deux réussites : Blondie est publié jusqu'en 1965 et fait l'objet de séries dérivées, Dagwood Comics de 1950 à 1965 et Daisy and her Pups de 1951 à 1955. Dick Tracy ne connaît pas le même engouement mais dure néanmoins jusqu'en 1961.
Cette même année, Harvey Comics propose une anthologie intitulée Family Funnies qui sert à tester des adaptations de comic strips avant leur éventuelle publication dans un comic book à leur nom. On y trouve ainsi Mandrake le Magicien et Guy l'éclair. Seul ce dernier fait l'objet d'un comics distinct, mais il disparaît après quatre numéros. Par la suite, Family Funnies, rebaptisé Tiny Tots puis Junior Comics en 1951, publie Popeye, Henry et Pim Pam Poum. Ces derniers gagnent aussi leur comics mais il ne dure que cinq numéros en 1953 - 1954. Deux autres anthologies sont produites durant cette période : Harvey Comics Hits avec Mandrake, Steve Canyon, Mary Worth et le Fantôme et Harvey Comics Library, qui ne dure que deux numéros en 1952. Ce dernier est cependant notoire à cause de la polémique que son premier numéro a fait naître. En effet la couverture porte le titre supplémentaire Teen-aged Dope Slaves as exposed by Rex Morgan et cela sera cité en 1954 par le docteur Fredric Wertham dans son livre Seduction of The Innocent comme un exemple de la perversion des comics. Les dernières adaptations de comics dans ces années 1950 sont Jiggs and Maggie qui reprend des strips de La Famille Illico et Ripley's Believe It or Not! mais aucun des deux ne dépasse les cinq numéros.

##### Romance, horreur et guerre
En parallèle aux réimpressions de comic strips, Harvey diffuse aussi des comics en suivant la mode du moment. Son catalogue propose donc des romances comics, des comics d'horreur ou des comics de guerre. Le premier comics de romance, Young Romance, paraît en septembre 1947 ; il est créé par Joe Simon et Jack Kirby et publié par Prize Publications. Le succès est phénoménal et bientôt tous les éditeurs de comics proposent des narrations de ce genre. Il faut cependant attendre 1949 pour que Harvey Comics présente sa propre ligne avec des titres comme True Bride-to-be Romances, First Romance, Hi-School Romance. Comme tous les éditeurs, Harvey multiplie les titres jusqu'à ce que le marché arrive à saturation puis s'effondre. Harvey cesse de publier des romances en 1958, excepté un dernier titre, First Love Illustrated, qui dure jusqu'en 1963.
L'horreur est un autre genre à succès apparu avec les comics d'EC Comics. Quatre titres de ce genre sont publiés par Harvey ; Tomb of Terror, Chamber of Thrills, Witches Tales et Black Cat Mystery Comics. Les comics d'horreur sont arrêtés lorsque le Comics Code est instauré en 1954. Heureusement pour Harvey, l'essentiel de ses séries n'est pas menacé par cet organisme d'autocensure dont l'un des promoteurs est d'ailleurs Leon Harvey. En effet, ce sont surtout les comics pour enfants qui permettent à Harvey d'être une société florissante.

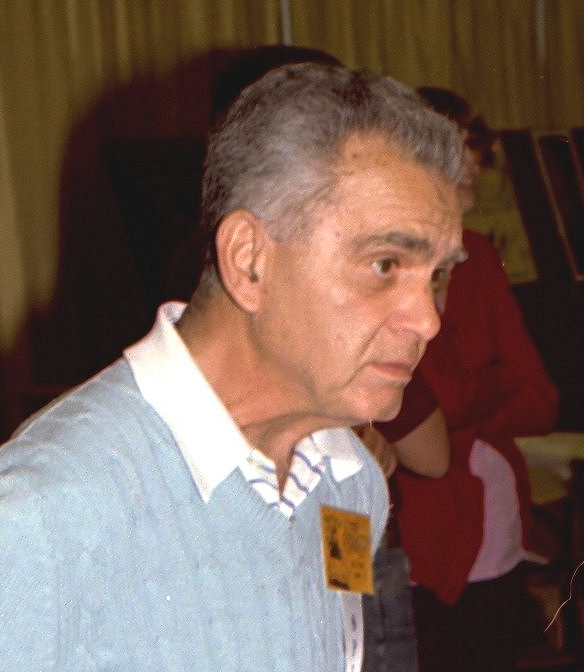
Jack Kirby auteur de plusieurs comics publiés par Harvey Comics.

La guerre de Corée amène les éditeurs à proposer des comics de guerre et Harvey suit encore une fois cette mode qui cependant dure beaucoup moins longtemps que les deux précédentes. Quatre titres sont publiés par Harvey Comics. Warfront est exceptionnel puisqu'il dure de 1951 à 1958 et sera même relancé entre 1965 et 1967. Les trois autres sont War Battles (neuf numéros en 1952 - 1953), Fighting Fronts (cinq numéros en 1952) et True War Experiences (quatre numéros en 1952).
Enfin, bien qu'il ne s'agisse pas d'un phénomène de mode, Harvey publie aussi un western. En effet, en 1950, Kirby et Simon reviennent chez Harvey pour qui ils créent un de leurs comics les plus marquants : Boy's Ranch. Le premier numéro est daté d'octobre 1950 et, bien que la série soit depuis devenue un classique, à l'époque elle ne dure pas et cesse d'être publiée après six numéros.

##### Les comics pour enfants
En 1951, Harvey conclut un accord avec Famous Studios et publie Baby Huey, Casper le gentil fantôme, Little Audrey, etc.. Cette même année est engagé Sid Jacobson, qui commence par être l'assistant du responsable éditorial Perry Antoshak. Deux ans plus tard, Sid Jacobson est le seul responsable éditorial de Harvey Comics et il exerce cette fonction pendant plus de trente ans. Steve Muffatti est un autre personnage important de Harvey. Ancien animateur chez Fleischer Studios et Famous Studios, il impose un style de dessin, très inspiré par les dessins animés, qui sera suivi avec succès par les autres artistes de Harvey. Steve Muffati n'est pas le seul artiste des Famous Studios à rejoindre Harvey et, sous sa direction, se forme une équipe qui parvient à retrouver dans les comics ce qui plaît aux enfants dans les séries animées. Parmi eux se trouve Warren Kremer, qui travaillait déjà à des séries moins juvéniles de romance, de guerre et d'horreur. Comme ces adaptations des personnages des Famous Studios connaissent le succès, Harvey crée ses propres personnages destinés aux enfants (Wendy la gentille petite sorcière, Richie Rich, etc.) qui eux aussi attirent les plus jeunes.
En 1957, grâce à Elsa Lorne, alors responsable de la publicité chez Harvey, commencent des discussions pour le rachat des droits d'auteur des personnages par Harvey Comics. Cela se conclut le 27 juillet 1958 et Harvey devient propriétaire des personnages pour la somme de 1,7 million de dollars. Le contrat précise aussi que les dessins animés doivent être produits en collaboration avec Famous Studios. Cette évolution est aussi rendue possible par un accord entre Harvey et la chaîne ABC qui établit pour cette dernière le droit de diffuser les dessins animés pendant 30 ans sur la chaîne puis en syndication. Le 11 octobre 1959 sont diffusés les premiers dessins animés, qui ne sont alors que la reprise de ceux émis dans les cinémas dans les années précédentes. En revanche, à partir de 1963, une nouvelle série est produite avec des épisodes inédits.

#### L'échec de Harvey Thriller

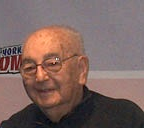
Joe Simon, responsable éditorial de Harvey Thriller.

Alors que l'après-guerre avait été une période difficile pour les comics de super-héros, ceux-ci reviennent progressivement à partir de 1956. Cette année-là, DC Comics commence à recréer ses anciens super-héros disparus avec de nouvelles origines, de nouveaux pouvoirs, de nouveaux ennemis. Puis c'est en 1961 Marvel Comics, alors encore nommée Timely Comics qui, sous la houlette de Stan Lee, lance de nouveaux super-héros comme les Quatre Fantastiques ou Spider-Man. Le retour en grâce des super-héros incite bientôt les autres éditeurs à imiter DC et Marvel. Harvey Comics n'échappe pas à la règle et, en 1965, apparaît une nouvelle collection intitulée « Harvey Thriller ». Harvey, depuis sa création, cherchait toujours à suivre les modes et avait déjà publié des comics de science fiction ou fantastiques. Ainsi, en 1957, Alarming Tales est un comics de science-fiction créé par Jack Kirby et en 1958 paraît le comics Race for the Moon, scénarisé surtout par Jack Kirby qui assure aussi les dessins avec Al Williamson.
Cependant, ces tentatives ne durent pas. « Harvey Thriller » se veut plus ambitieuse et propose des super-héros et de l'aventure. La collection est dirigée par Joe Simon, qui revient pour cette occasion dans le monde des comics. Paraissent donc Blast Off, Thrill-O-Rama, Unearthly Spectacular et Warfront, un comics de guerre qui avait déjà connu plusieurs numéros dans les années 1950. En 1966, ils sont suivis de Double-Dare Adventures, Fighting American, Jigsaw, Spyman et Le Spirit ; ce dernier est une réimpression de la série de Will Eisner mais elle cesse après le second numéro. Joe Simon engage pour ces comics des artistes de renom comme Al Williamson, Wally Wood, Reed Crandall, George Tuska, Gil Kane, etc. Il engage aussi Jim Steranko, dont c'est le premier travail dans les comics mais qui quitte rapidement Harvey, mécontent de la façon dont sont traitées ses créations. Toutefois, aucun de ces titres n'obtient le succès escompté et leur durée de vie est très limitée : ils ne dépassent pas les quatre numéros. Il semblerait que cette collection ait connu des problèmes de distribution et n'ait pu atteindre son public potentiel. Quoi qu'il en soit, « Harvey Thriller » est arrêtée au bout de quinze mois et Joe Simon quitte Harvey Comics pour DC.

### Les dernières années

#### Les années 1970
La situation économique des États-Unis au début des années 1970 est difficile. L'inflation en 1971 s'élève à 4 %, ce qui influe sur le prix des comics. Les coûts d'impression et de distribution augmentent. Pour pallier ces problèmes, l'éditeur DC Comics, dirigé alors par Carmine Infantino, décide d'augmenter le prix de ses comics de 15 à 25 cents à partir de juin 1971. Pour compenser quelque peu cette forte hausse, le nombre de pages passe de 32 à 48. Plusieurs autres éditeurs suivent alors DC Comics. Harvey suit le mouvement en novembre 1971 : tous ses comics coûtent désormais 25 cents. Mais cette mesure est impopulaire et Harvey cesse pendant quelques mois de proposer ses comics. Tous reviennent en mars 1972 et quatorze titres, séries dérivées de comics déjà existant, sont ajoutés au catalogue. Parmi ceux-ci, Casper Space Ship bénéficie du statut de mascotte accordé à Casper pour la mission lunaire d'Apollo 16 en avril. D'ailleurs, cet évènement est rappelé sur Casper Space Ship, Casper's Ghostland et Casper durant toute l'année 1972.
Alors que pendant des années, les comics pour enfants publiés par Harvey assurent la prospérité de l'éditeur, peu à peu, dans les années 1970, les ventes déclinent, comme pour les autres éditeurs, et les hausses de prix ne suffisent pas à combler les pertes. En 1973, Robert Harvey meurt : ne restent à la tête de la société qu'Alfred et Leon. Alfred est ensuite évincé de son poste de président au profit de son frère Leon. En effet, Alfred semblait prendre des décisions financières dangereuses pour l'entreprise et une assemblée de directeurs décide de lui retirer son pouvoir financier, qui revient donc à Leon. Alfred dirige toujours la société qu'il a fondée et prend les décisions éditoriales mais c'est Leon qui gère les finances. En 1976, Alfred est victime d'un accident cardiaque qui l'oblige à se détacher de son rôle de président de la société. Leon est mis en retrait et c'est le responsable éditorial Sid Jacobson qui prend les rênes de Harvey Comics. Comme les ventes de comics diminuent, Jacobson en 1976 décide de cesser la publication des séries qui ne sont plus assez rentables. Ne restent alors que les comics mettant en scène Richie Rich. Des dizaines de comics avec ce personnage paraissent chaque mois. En 1977, 132 titres de Richie Rich sont publiés, la majorité sont des bimestriels et quelques-uns sont des numéros spéciaux. Il faut aussi compter avec des digests, qui reprennent des épisodes passés dans un format plus petit et plus épais. L'historien des comics John Jackson estime qu'en moyenne chaque comics se vend à 100 000 exemplaires et qu'au total 13 millions de comics Richie Rich sont vendus.

#### Les années 1980, premier arrêt et premier retour

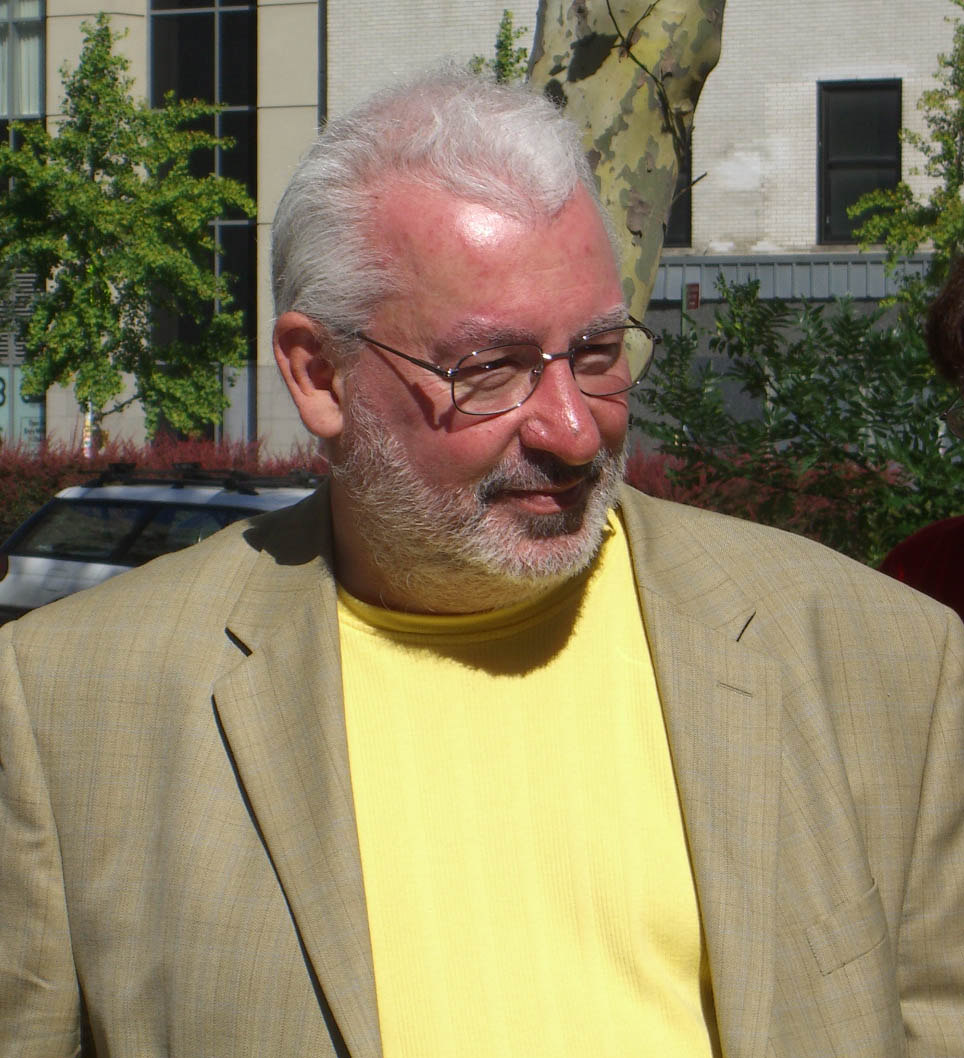
Tom DeFalco responsable éditorial de Star Comics.

Jusque dans les années 1980, la société est prospère grâce à Richie Rich et les chiffres de vente de comics se comptent en millions mais lorsque finalement le lectorat se détourne de tout ce qui n'est pas super-héros, les ventes s'effondrent. En 1982, Jim Shooter, éditeur en chef de Marvel Comics, propose à Harvey de publier des comics pour enfants avec les personnages qui ont fait le succès de la société. Les discussions semblent prometteuses et plusieurs artistes venant de Harvey sont engagés par Marvel en vue du lancement de cette nouvelle ligne. Tom DeFalco doit en être le responsable éditorial. Tout est prêt mais, au dernier moment, Alfred et Leon Harvey se disputent sur les conditions de l'accord avec Marvel et le contrat est annulé. Dès lors et jusqu'en 1986, plus aucun comics n'est publié. Marvel Comics, qui doit gérer un projet de collection pour enfants devenus sans contenu, décide finalement de créer sa ligne sous le nom de Star Comics. En 1984, Steve Geppi achète à Harvey Comics toutes les planches de The Sad Sack publiées avant 1955 et accepte de stocker aussi les planches postérieures. Si l'accord ne semble pas poser de problèmes à cette époque, il engendre dans les années 2000 un double procès opposant Harvey et Geppi.

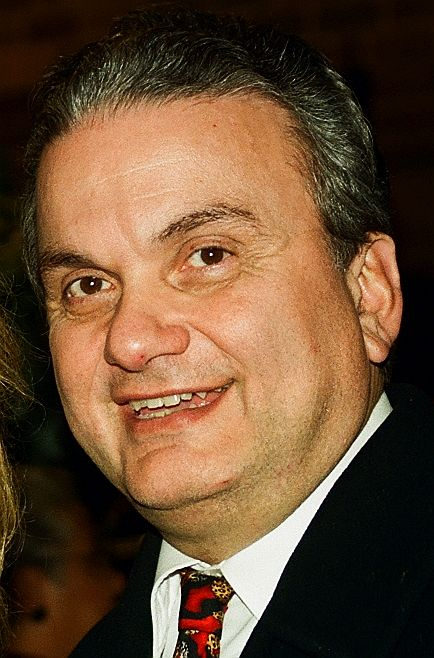
Steve Geppi en 2000.

Les frères Harvey lancent une procédure judiciaire dès 1985 mais contre Marvel. En effet, dans la collection Star Comics se trouve un comics intitulé Royal Roy qu'ils considèrent comme un plagiat de Richie Rich. Les deux personnages sont extrêmement riches, d'un caractère jovial et se ressemblent physiquement. Cette similarité n'a rien d'étonnant puisque c'est Warren Kremer qui a créé les deux personnages et que le scénario est de Lennie Herman, qui a écrit de nombreuses histoires pour Richie Rich. Toutefois, comme Royal Roy est arrêté après seulement six numéros, les frères Harvey abandonnent leurs poursuites. En 1986, Leon Harvey meurt et Alfred Harvey reprend seul la direction de la maison. Sa gouvernance se traduit  par un retour des comics chez les marchands de journaux en octobre de la même année, avec cependant un nombre très restreint de séries. En effet, il n'y a plus que six titres en octobre-novembre. Même si ceux-ci présentent une qualité d'impression supérieure à celle des années 1970, même si les histoires — inédites — sont toujours aussi plaisantes, les comics ont du mal à trouver leur public. Le marché des comics a connu une profonde évolution depuis les décennies précédentes : les prix augmentent mais les ventes diminuent en quantité et en revenus. Durant quatre ans, Harvey Comics se maintient mais en 1989, Alfred Harvey préfère abandonner.

#### Depuis les années 1990, Harvey Comics sans Alfred Harvey
Alfred Harvey décide de céder ses parts de la société et ne garde les droits que pour The Sad Sack et les séries de super-héros des années 1940-1960. La vente est conclue en juillet 1989 pour une somme de 6 millions de dollars payée par Jeff Montgomery, épaulé par des banques, qui doit aussi prendre en charge les dettes de la société. Celle-ci est renommée The Harvey Entertainment Company et quitte New York pour Los Angeles. L'offre éditoriale est alors divisée en deux : d'une part la reprise des comics pour enfants et d'autre part des comics destinés aux adolescents. Ainsi, Harvey signe un accord avec le groupe de chanteurs New Kids on the Block et publie entre 1990 et 1991 44 numéros d'un comics les mettant en scène. Harvey tente de revenir en adaptant aussi les dessins animés de Hanna-Barbera et de la MGM. Mais c'est un échec et les contrats ne sont pas renouvelés au bout de deux ans. Harvey Comics cherche à atteindre un public plus âgé et adapte la série télévisée Ultraman en comics. Les scénarios sont de Dwayne McDuffie et les dessins d'Ernie Colón. Une collection, nommée Ultracomics, est créée pour accueillir ce personnage. Seule une mini-série de trois épisodes paraît mais, l'année suivante, Ultraman revient dans une nouvelle collection intitulée Nemesis. Après cinq numéros, la série s'arrête. Dans la même collection se trouve aussi une adaptation de Frankenstein, intitulée Frank, sous la forme d'une mini-série de quatre épisodes et une adaptation de SeaQuest, police des mers qui devait être une série en feuilletons, mais qui ne connaît finalement qu'un seul numéro. La tentative de comics pour adolescents se solde par un échec.
Harvey cesse de nouveau de publier des comics et se tourne vers la coproduction de films (Richie Rich en 1994 et Casper en 1995), de dessins animés pour la télévision ou de films d'animation pour le marché de la vidéo. En 2001, Harvey Entertainment vend les droits des personnages à Classic Media et se rebaptise en Sunland Entertainment pour se tourner uniquement vers la production et la distribution de films et de séries télévisées. Dreamworks rachète Classic Media en 2004 et la renomme Dreamworks Classics puis en 2014 rachète les droits de Félix le chat, qui est intégré à Dreamworks Classics. En août 2016, Dreamworks est rachetée pour 3,8 milliards de dollars par Comcast, qui intègre le studio à Universal. C'est donc désormais NBCUniversal qui possède les droits de la majorité des séries produites par Harvey Comics.
C'est aussi dans les années 2000 qu'Alan Harvey, le fils aîné d'Alfred Harvey, attaque en justice Steve Geppi en soutenant que l'accord de 1984 n'était pas valable. En 1992, Steve Geppi avait en outre signé un contrat avec Jeff Montgomery et acheté les planches des comics de Harvey dont celles de Sad Sack. Steve Geppi contre-attaque alors pour diffamation. La cour suprême de l'État de New York rejette finalement la plainte d'Alan Harvey et les deux parties parviennent à un accord reconnaissant la propriété de Geppi sur les planches et l'abandon des plaintes.
Avant de vendre Harvey Comics, Alfred Harvey et son épouse décident de fonder une nouvelle maison d'édition nommée Lorne-Harvey. Dès octobre 1988, celle-ci publie des comics rééditant des séries des années 1940-1950. La première est The Original Black Cat datée d'octobre 1988. À la suite d'une crise cardiaque qui laisse Alfred Harvey dans le coma, son épouse Elsa Lorne prend la tête de la maison d'édition, qui publie 28 comics entre 1988 et 1995. Elsa Lorne meurt d'un cancer en 1994 et la maison d'édition est mise en sommeil jusqu'en 2005 quand un dernier comics de Sad Sack est publié,.

## Politique éditoriale

### Position des auteurs

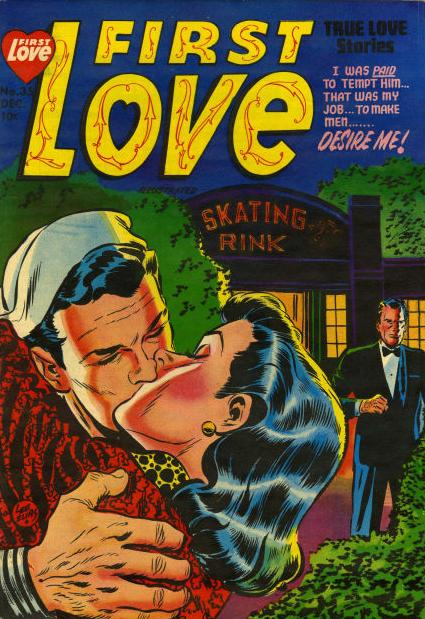
Couverture de First Love 35, dessinée par Lee Elias ; un des comics de romance publiés par Harvey.

Les scénaristes et dessinateurs sont rarement mentionnés dans les comics dans les années 1940. Alfred Harvey poursuit cette politique même dans les années 1960 et 1970, alors que chez les autres éditeurs, les auteurs sont mis en avant. Les seuls artistes qui puissent signer leurs œuvres sont Jack Kirby et Joe Simon, Bob Powell, Lee Elias et Al Avison mais même Warren Kremer qui, durant des décennies, produit des comics à succès pour Harvey, reste anonyme. Cette attitude tient en partie à la nature des comics : ceux qui visent un lectorat adolescent peuvent être signés car le nom de l'auteur peut constituer un critère dans la décision d'achat ; en revanche, les enfants accordent surtout de l'importance aux personnages. Harvey Comics préfère donc miser sur l'établissement d'un style maison qui permet de changer les artistes sans que le lectorat ne le remarque. C'est pour cela que le style de Warren Kremer, tout en courbes, est indiqué comme modèle pour les autres dessinateurs,. L'essentiel pour les frères Harvey est d'offrir aux enfants des comics facilement identifiables et adaptés à leur âge. C'est dans cet objectif que les scénarios sont préparés sous la forme de storyboards qui permettent d'évaluer immédiatement la lisibilité de l'histoire, même si les textes ajoutés ensuite ne sont pas lus.

### Philosophie des comics pour enfants
Une autre particularité des comics pour enfants publiés par Harvey est la philosophie qui préside aux narrations. Les héros sont un fantôme, une sorcière, un diablotin ou des jeunes filles hors-normes. C'est donc l'acceptation de la différence, le droit de ne pas être dans le convenu qui est mis en avant. Avec ces personnages, Harvey fait de l'effrayant quelque chose d'amical, comme l'affirment Kathy Merlock Jackson et Mark D. Arnold, et présente un monde où l'entraide est préférable à la violence pour résoudre les problèmes.

## Personnalités
- Alfred Harvey : né le 6 octobre 1913 à Brooklyn dans une famille d'émigrés juifs de Russie, Alfred Harvey Wiernikoff commence dès l'âge de 15 ans à gagner de l'argent en dessinant des publicités. Lorsqu'à la fin des années 1930, les comic books commencent à prospérer chez les marchands de journaux, Alfred Harvey décide de travailler dans ce milieu et il est engagé par la Fox Feature Syndicate. Il devient rapidement le rédacteur en chef de la société, qui emploie alors de jeunes talents comme Jack Kirby et Joe Simon. Cependant, cela ne suffit pas à Harvey qui, en 1940, quitte la Fox pour fonder sa propre maison d'édition, nommée Alfred Harvey Publication et renommée plus tard Harvey Comics[8]. Pendant la Seconde Guerre mondiale, Alfred Harvey est appelé sous les drapeaux mais ne participe pas aux combats. Il retrouve son rôle d'éditeur en publiant des comics éducatifs destinés aux soldats. Son frère jumeau Leon devient alors vice-président et responsable éditorial de Alfred Harvey Publication, qui est renommée Family Comics. Après la guerre, Robert Harvey, le frère aîné, est aussi engagé dans la société.

Parmi les personnages publiés par Harvey Comics, Alfred Harvey revendique la création de Richie Rich, qu'il aurait imaginé en 1930. Cependant cette paternité a aussi été revendiquée par Warren Kremer ou attribuée à Steve Muffatti. En 1957, il crée le personnage de Hot Stuff. En 1989, Alfred Harvey subit une crise cardiaque qui le laisse dans le coma ; il meurt le 4 juillet 1994 sans avoir repris conscience.
- Warren Kremer : né le 26 juin 1921 à New York, il travaille d'abord chez Ace Magazines qui édite des pulps. Il dessine surtout des illustrations pour des magazines de romance ou d'aviation. Lorsque Ace Magazines commence à publier des comics, la société fait appel à Kremer pour un comics humoristique intitulé Hap Hazard[53]. Atteint d'une hernie, il échappe à la conscription durant la Seconde Guerre mondiale[59]. Il exerce ensuite en indépendant pour Harvey Comics, où il signe des adaptations de Joe Palooka et crée de nombreuses couvertures. Il travaille aussi sur les comics de romance, de guerre ou d'horreur jusqu'en 1954. Lorsqu'Harvey publie des comics pour enfants, Warren Kremer dessine de nombreux épisodes de Casper. Il reste chez Harvey jusqu'en 1982, lorsque la société cesse d'éditer des comics[53]. Il part alors chez Marvel Comics où il dessine plusieurs séries pour enfants, publiées dans la collection « Star Comics », comme le Comte Mordicus, qui est la dernière série sur laquelle il a travaillé. En 1986, une attaque lui paralyse tout le côté gauche, dont la main qu'il utilisait pour dessiner. Il apprend à dessiner de la main droite mais le résultat le déçoit tant qu'il préfère prendre sa retraite[59]. Il meurt le 24 juillet 2003 à Glen Ridge dans le New Jersey[53],[60].

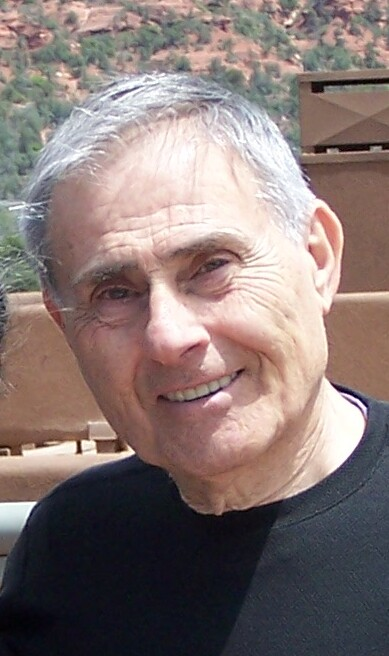
Sidney Jacobson, éditeur et scénariste.

- Sid Jacobson : né le 20 octobre 1929 à New York, il fait ses études à l'Université de New York, où il reçoit un diplôme en journalisme puis il travaille pour des journaux[61]. En 1951, il est engagé par Harvey Comics comme éditeur assistant mais deux ans plus tard, Sid Jacobson devient le seul responsable éditorial de Harvey Comics. Il occupe ce poste pendant plus de trente ans[25]. C'est chez Harvey qu'il rencontre Ernie Colón, avec qui il collabore pendant des années. En plus de cette fonction de responsable éditorial, Sid Jacobson écrit aussi des chansons pour Frankie Avalon (A Boy Without a Girl), Dion and the Belmonts et Johnny Mathis[61]. Quand Harvey cesse de publier des comics, Jacobson rejoint Marvel Comics où il lance et dirige la collection Star Comics[62] destinée aux plus jeunes. Il emploie des artistes de Harvey comme Warren Kremer ou Ernie Colón et écrit aussi de nombreux scénarios. En 1985, Jacobson publie un roman intitulé Streets of Gold[61]. En 1990, il revient chez Harvey jusqu'à l'arrêt définitif de l'éditeur. En 2006, il retrouve son ami Ernie Colón pour une adaptation du Rapport final de la commission nationale sur les attaques terroristes contre les États-Unis au format roman graphique et intitulé The 9/11 Report: A Graphic Adaptation suivi en 2008 d'un autre roman graphique, After 9/11: America's War on Terror. En 2009, ils publient A Graphic Biography: Che, et en 2010 Anne Frank: The Anne Frank House Authorized Graphic Biography[63].
- Joe Simon, né en 1913, est très tôt attiré par le dessin et cherche à exercer dans ce domaine. Il est d'abord engagé par Fox Feature Syndicate, où il rencontre Jack Kirby[64] et Alfred Harvey[8]. Il retrouve aussi parfois ce dernier chez Leo Greenwald, pour lequel il dessine des couvertures et fait quelques travaux sur les comics[5]. Joe Simon et Alfred Harvey deviennent amis mais Alfred Harvey n'engage pas tout de suite Joe Simon. En 1940, Timely Comics recrute Simon comme responsable éditorial et celui-ci avec Kirby crée Captain America en 1940[65]. Cependant, lorsqu'en 1941 Alfred Harvey prépare le premier numéro de Pocket Comics, il demande à Simon de dessiner la couverture et par la suite Simon collabore souvent sur des histoires pour Harvey et ce, jusqu'à ce qu'il soit appelé sous les drapeaux[66]. Après-guerre, Joe Simon et Jack Kirby reforment leur association, interrompue par le conflit, et sont engagés par Harvey. Cependant, les comics que le duo produit ne parviennent pas à trouver leur public et Harvey dénonce l'accord[16]. Néanmoins, ils surmontent cet échec car, dès 1950, Kirby et Simon créent Boy's Ranch pour Harvey[67]. Même si cette série dure peu, Simon travaille régulièrement chez Harvey jusqu'en 1958, date à laquelle il dirige la collection « Harvey Thriller », qui ne parvient pas à percer[12]. C'est le dernier travail que Joe Simon fait pour Harvey. À partir de 1960, il se consacre surtout au magazine Sick jusqu'en 1980[68].

## Séries publiées

### Personnages decomic strips
En novembre 1945, alors qu'Alfred Harvey est encore à l'armée, paraît le premier numéro de Joe Palooka qui inaugure une série de comics rééditant ou adaptant des comic strips. Alfred Harvey convainc plusieurs artistes reconnus, et dont les strips sont diffusés dans de très nombreux journaux, à collaborer avec Harvey Comics en leur proposant 50 % des recettes sur les ventes des comics. Pour compléter la série principale, d'autres strips sont proposés comme des séries secondaires. Lorsque Harvey Comics publie des comics pour les enfants, certains personnages de ceux-ci sont disséminés aussi dans les comics de réimpression.  

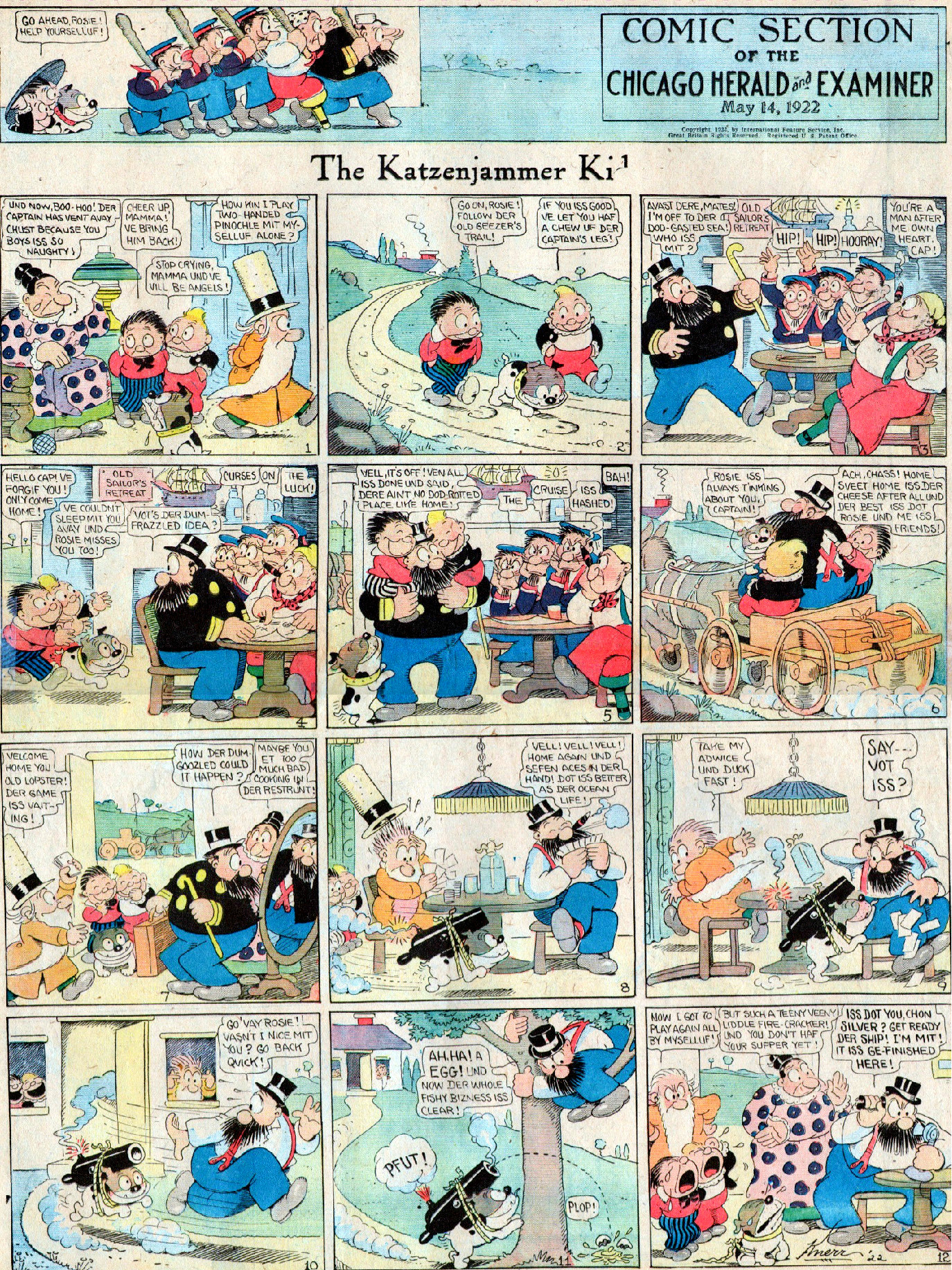
Une planche de Pim Pam Poum en 1922.

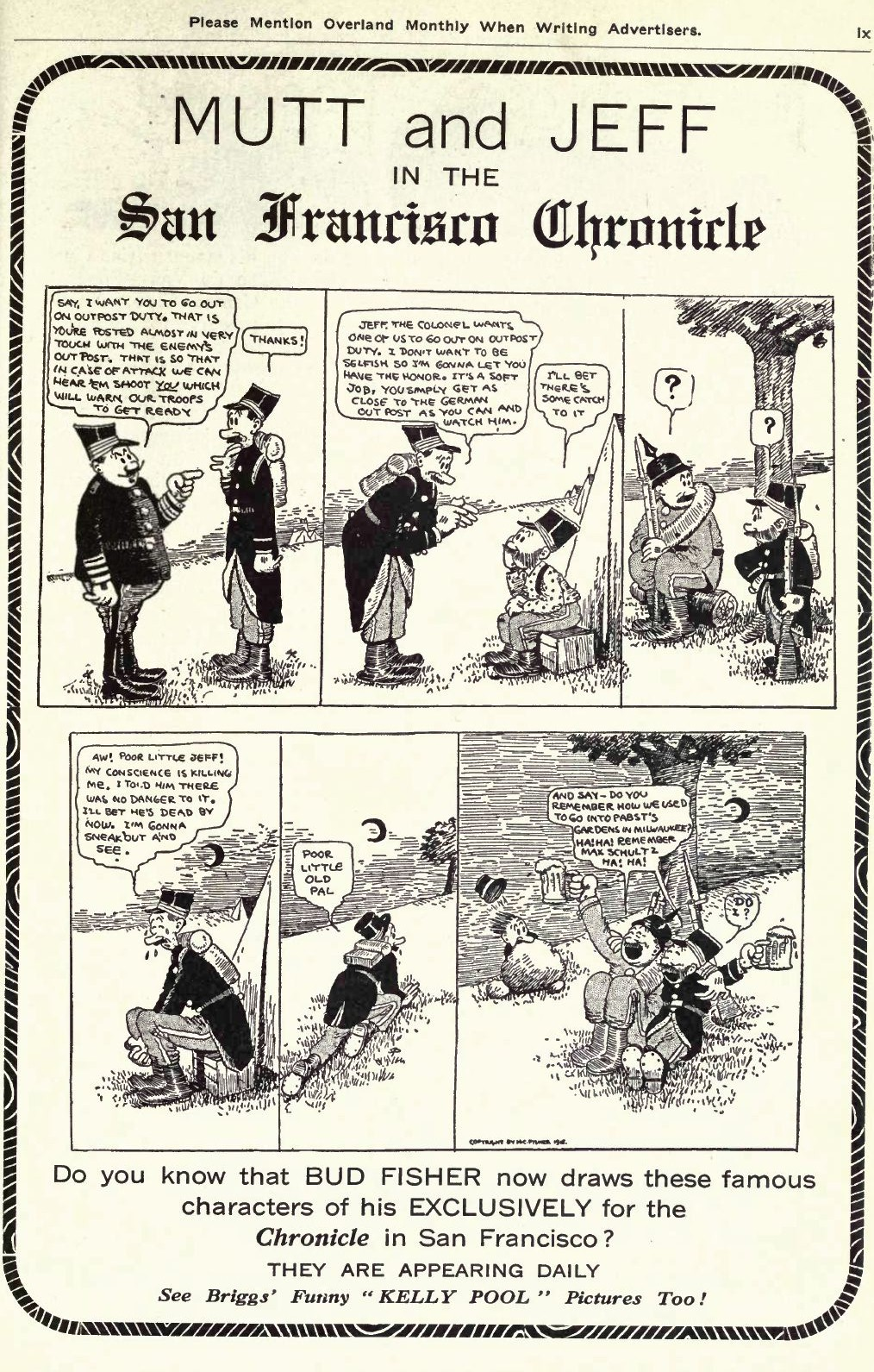
Annonce du comic strip de Mutt and Jeff extraite du Overland Monthly, janvier 1916.

- Joe Palooka : il apparaît dans un comics à son nom dès novembre 1945. Cette série dure jusqu'en 1961 et compte 118 numéros. Elle génère deux séries dérivées : Humphrey (octobre 1948 à avril 1952 : 22 numéros) et Little Max (octobre 1949 à novembre 1961 : 73 numéros). Le comics reprend des strips dessinés par Ham Fisher auxquels s'ajoutent des histoires inédites dessinées par Al Avison, Vic Herman, Warren Kremer, etc.[69].
- Li'l Abner d'Al Capp, Pim Pam Poum de Rudolph Dirks, Terry et les Pirates et Steve Canyon, tous deux de Milton Caniff, sont quatre strips majeurs ; néanmoins, aucune des adaptations publiées par Harvey ne connaît un succès suffisant, ce qui conduit à la fin de leurs parutions assez rapidement :  Li'l Abner dure 9 numéros, Pim Pam Poum 5, Terry et les pirates 24 et Steve Canyon 6[70].
- Blondie : ce strip créé par Chic Young est adapté en comic book par David McKay Publications de l'été 1947 à mars 1950. À cette date, Harvey Comics reprend les droits et le comic book dure jusqu'en novembre 1965 (147 numéros). Une série dérivée, intitulée Dagwood Comics, est lancée en septembre 1950, elle est arrêtée le même mois que Blondie. Elle compte 145 numéros[71].
- Dick Tracy : le comic strip de Chester Gould est adapté par Dell Comics jusqu'au vingt-quatrième numéro puis Harvey Comics prend la relève du no 25, daté de mars 1950, au no 145 d'avril 1961. Composé uniquement de réimpression des strips, le comics comporte cependant des couvertures originales dessinées par Joe Simon ou Al Avison[72]. Les noms de ceux-ci n'apparaissent pas, car les dessins étaient censés venir de Gould[69].
- Mutt and Jeff : créé par Bud Fisher, ce strip est d'abord adapté par DC Comics puis par Dell avant qu'Harvey ne prenne le titre de février 1960 (no 116) à 1965 (no 146). Les derniers numéros de la série comportent de nombreuses histoires inédites de Richie Rich et d'autres personnages enfantins pour attirer les plus jeunes, mais ce choix éditorial ne suffit pas à assurer la péreniité du titre. Deux séries dérivées sont toutefois publiées : Mutt and Jeff Jokes de février 1960 à février 1961 (3 numéros) et Mutt and Jeff New Jokes d'octobre 1963 à novembre 1965 (4 numéros)[73].

### Romance

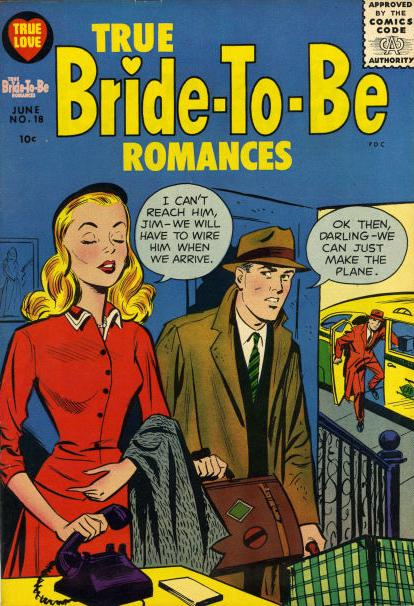
True Bride-to-Be Romances n°18 publié en 1956.

Sept comics de romance sont publiés par Harvey en 1949 - 1950. Alors que les autres éditeurs proposent des comics de 52 pages, Harvey choisit un format de 36 pages (y compris la couverture) pour raconter quatre histoires. Celles-ci sont donc nécessairement brèves. Les titres sont First Love, First Romance, Hi-School Romance, Love Problems and Advice, Sweet Love et Love Lesson. Les dessinateurs qui contribuent le plus à ces titres sont Lee Elias et Bob Powell, mais d'autres auteurs d'un talent comparables participent, assurant la qualité de ces comics. Un autre titre, Love Stories of Mary Worth, est une réédition des comic strips de Mary Worth. En 1950, l'intérêt pour les comics de romance décline brusquement alors que le marché est saturé par des dizaines de titres. Harvey cesse alors de publier ce type de comics. Cependant, en 1951, il investit de nouveau dans ce genre avec la reprise de First Love, First Romance, Hi-School Romance, Love Problems and Advice auxquels en 1953 s'ajoute Teen-Age Brides,. De ces cinq séries, quatre continuent jusqu'en 1958 et une seule, First Love perdure jusqu'en 1963.

### Horreur
En 1950, l'éditeur EC Comics lance une série de comics d'horreur. Les trois titres (Tales from the Crypt, The Haunt of Fear et The Vault of Horror) connaissent rapidement un succès important, ce qui amènent de nombreux éditeurs à investir dans ce genre. Harvey Comics ne fait pas exception et, en janvier 1951, la société publie Witches Tales. Ce titre est suivi en juin 1951 par Chamber of Thrills, qui commence au no 21 en reprenant la numérotation de Blondie Comics. Le changement de titre et de genre n'est pas déclaré au service de la poste américaine, afin d'échapper aux taxes imposées pour la distribution d'un nouveau comic book. La numérotation continue pour laisser croire qu'il s'agit toujours du même comic book. Cependant, la poste, déjà mise en alerte par le précédent de Max Gaines, qui avait usé du même subterfuge pour ces EC Comics, oblige Harvey à reprendre la numérotation des comics et à payer les taxes requises. Ensuite, Black Cat dessiné par Lee Elias, est rebaptisé en Black Cat Mystery et dans celui-ci les histoires d'horreur sont moins terrifiantes que dans les autres titres. Enfin, en 1952, sort le premier numéro de Tomb of Terror. Dans un premier temps, la qualité de ces comics est très médiocre. Les responsables éditoriaux, Matt Murphy et Perry Antoshak, ne parviennent pas à produire des comics comparables à ceux EC Comics, bien qu'ils bénéficient du talent de Warren Kremer. Celui-ci dessine quelques couvertures mais c'est surtout Lee Elias et Al Avison qui assument ce rôle, tandis que Bob Powell et ses assistants dessinent les histoires. Malgré cette politique, les comics d'horreur se vendent bien et, d'abord bimestriels, ils deviennent bientôt mensuels. Harvey se montre néanmoins réticent envers cette ligne et il refuse d'afficher le logo de sa société sur ces comics. Seul Black Cat Mystery, qui justement est le moins horrible, garde quelque temps le logo. 
La qualité de ces comics d'horreur s'améliore enfin sous la direction de Sid Jacobson. Il renvoie les dessinateurs qu'il juge les moins talentueux et encourage les scénaristes à faire preuve d'originalité. De plus, il laisse Howard Nostrand — qui était assistant du dessinateur Bob Powell — dessiner ses propres histoires ; l'artiste démontre alors toute l'étendue de son talent. Jacobson fait de Warren Kremer un autre artiste important pour ces comics d'horreur. Jacobson lui demande de préparer les brouillons pour les couvertures dessinées par Lee Elias, qui était pourtant un auteur reconnu, au point qu'il était l'un des rares à bénéficier du droit de signer les histoires qu'il dessinait pour Harvey. Les ventes de comics d'horreur de Harvey sont alors bonnes mais un évènement met fin à cette prospérité : en octobre 1954, la création de la Comics Code Authority interdit de fait toute publication de comics d'horreur. Tomb of Terror devient alors Thrills of Tomorrow où sont réimprimées dans les deux premiers numéros d'anciennes histoires fantastiques et, dans les deux derniers, la série Stuntman de Jack Kirby et Joe Simon. Witches Tales est transformée en Witches Western Tales et Black Cat Mystery réimprime les aventures de la super-héroïne puis devient un comics d'aventure.

### Séries jeunesse

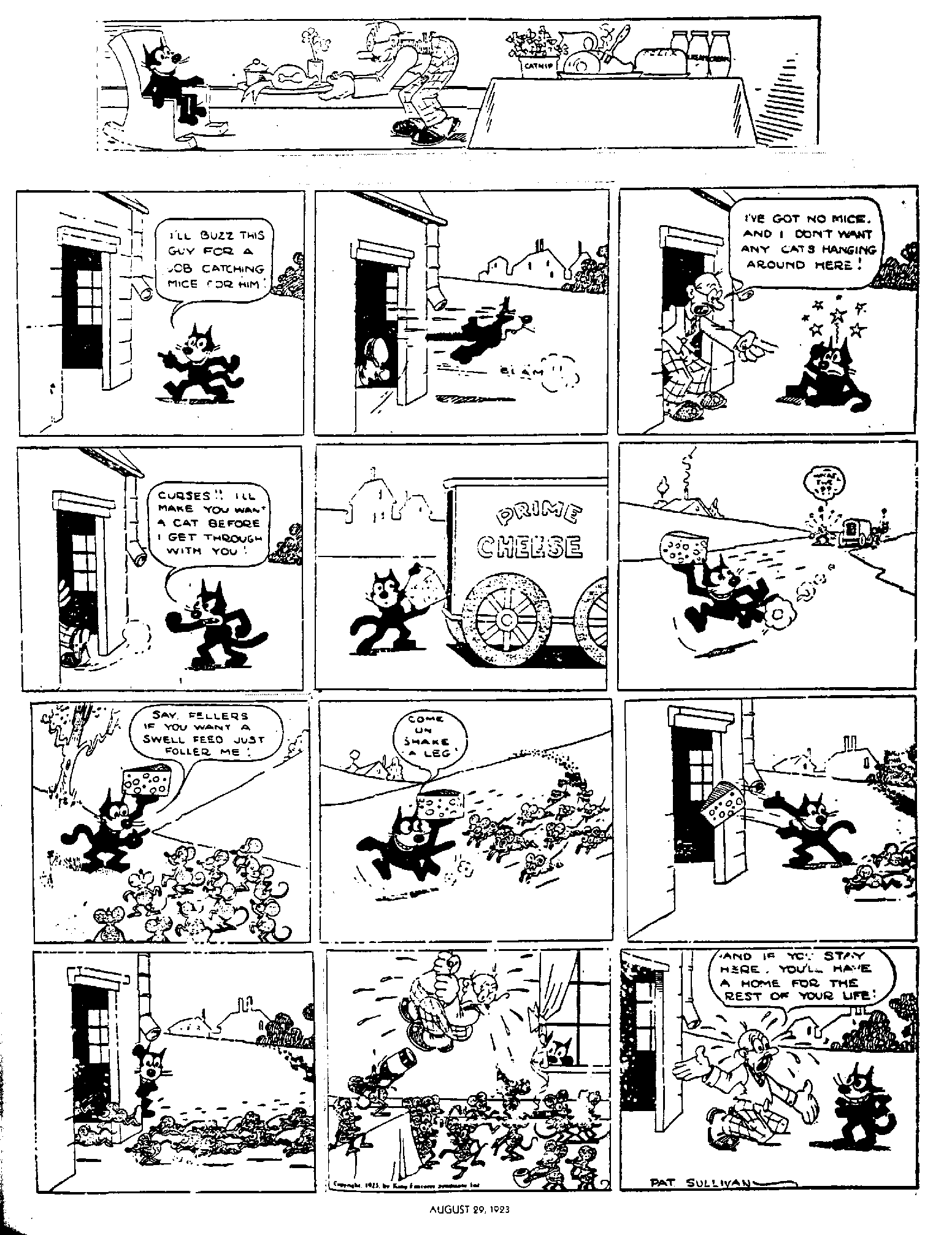
Première planche de bande dessinée de Félix le Chat.

- Félix le Chat : d'abord personnage de dessins animés, Felix le Chat est adapté en bande dessinée pour la première fois en 1927 mais dans un format à l'italienne. C'est seulement en 1943 que Dell Comics publie une adaptation en comic book. Puis Toby Press prend le relais avant qu'Harvey Comics publie une série d'août 1955 (no 62) à novembre 1961 (no 118). Une série dérivée est publiée : Felix's Nephews, Inky and Dinky, de septembre 1957 à novembre 1958[80].
- Baby Huey : ce caneton géant anthropomorphe apparaît pour la première fois en septembre 1949 dans un comics publié par St. John. En effet, Famous Studio avait déjà conçu le personnage mais le premier dessin animé le mettant en scène n'est diffusé qu'en mars 1950. En 1952, Harvey l'introduit dans l'anthologie Paramount Animated Comics. Le personnage connaît un succès suffisant pour la publication d'un comics à son nom en septembre 1956. Ce comics connaît plus tard deux séries dérivées : Baby Huey & Papa de 1962 à 1968 et Baby Huey Duckland de 1962 à 1966. En 1972, les ventes déclinant, le comics Baby Huey est arrêté. Il revient dans les années 1990 avec onze numéros d'un nouveau comics[81].
- Casper le gentil fantôme : imaginé par Joe Oriolo et Seymour Reit, il apparaît pour la première fois en 1945 dans le dessin animé The Friendly Ghost produit par les Famous Studios. À ce moment-là, il n'a pas encore de nom et c'est seulement en septembre 1949, dans un comics publié par la maison d'édition St. John, qu'il est baptisé Casper the Friendly Ghost[82]. En 1952, lorsque Harvey Comics rachète les droits, Sid Jacobon et Warren Kremer réinventent le personnage. Ainsi, il n'est plus le fantôme d'un enfant mort (idée vue comme trop triste), mais un esprit ; il ne vit plus dans un cimetière mais dans une maison hantée et il est accompagné de ses trois oncles, qui sont en même temps des adversaires et des personnages humoristiques[83]. Le succès important du comics amène la création de nombreuses séries dérivées et jusqu'en 1982 : chaque mois paraît au moins un comics de Casper[84].
- Little Audrey : créée en 1947 par Bill Tytla dans le dessin animé Butterscotch and Soda produit par Famous Studios, cette enfant espiègle est adaptée en comics d'abord par St. John. En 1952, Harvey Comics récupère les droits d'adaptation et publie les aventures de ce personnage en reprenant le comics de St. John. Ce comics cesse de paraître en 1957 avec le no 53 mais, deux mois après, Little Audrey revient dans le comics Playful Little Audrey. Trois séries dérivées sont aussi produites par Harvey Comics : Little Audrey Clubhouse, Little Audrey and Melvin et Little Audrey TV Funtime. Tous ces comics prospèrent durant les années 1950 et 1960 mais, en 1976, les ventes sont trop faibles et ces séries sont arrêtées. Le personnage apparaît seulement dans Richie Rich and his girlfriends, une série dérivée de Richie Rich. Lorsque, dans les années 1990, Harvey tente de relancer ses séries, Little Audrey retrouve un comics pendant 9 numéros[85].
- Little Dot créé par Vic Herman apparaît en septembre 1949 dans une histoire secondaire publiée dans le comics The Sad Sack. Durant quelques années, ses aventures humoristiques se trouvent dans différents comics, surtout Humphrey et Little Max. C'est seulement en 1953 qu'elle fait l'objet d'un comics à son nom[86],[87]. Une série dérivée intitulée Little Dot's Uncles & Aunts est publiée de 1961 à 1974 et elle est consacrée à sa famille, composée d'innombrables oncles et tantes qui ont chacun une obsession, tout comme elle est obsédée par les points[86],[87]. En 1976, le comics est arrêté mais le personnage revient dans certains récits secondaires des comics de Richie Rich, avant de disparaître en 1982. Elle revient en 1986, toujours dans des histoires secondaires, puis de 1991 à 1994 elle retrouve un comics à son nom[86],[87].
- Little Lotta apparaît pour la première fois dans le premier numéro de Little Dot en 1953, probablement créée par Warren Kremer. Elle reste quelque temps un personnage secondaire qui présente parfois ses propres aventures ou qui rejoint Little Dot, Little Audrey, Richie Rich ou Gloria. En 1955, elle est la vedette d'un comics à son nom qui dure jusqu'en 1976. Une série dérivée intitulée Little Lotta Foodland lui est aussi consacrée de 1962 à 1968. De 1976 à 1982, elle apparaît dans des séries secondaires d'autres comics de Harvey. L'éditeur cesse une première fois ses activités. Comme la majeure partie des personnages de Harvey, elle revient en 1986, disparaît quand Harvey cesse de nouveau d'éditer des comics et réapparaît brièvement au début des années 1990[88],[86].
- Hot Stuff ce diablotin rouge vêtu d'une couche n'est, malgré les apparences, aucunement porté vers le mal, semblable en cela à Casper ou Wendy la petite sorcière. Créé par Alfred Harvey en octobre 1957, son apparence est dessinée par Warren Kremer. Alors que d'habitude les nouveaux personnages étaient testés dans des anthologies ou dans une série secondaire d'un comics à succès, Hot Stuff fait d'emblée l'objet d'un comics à son nom. Le scénariste principal est Howard Post. Le succès du personnage amène à la création de plusieurs séries dérivées : Hot Stuff Sizzlers (1960 - 1974) ; Devil Kids Starring Hot Stuff (1962-1981) et Hot Stuff Creepy Caves (1974-1975). Jamais adapté en dessin animé malgré la popularité des comics, le personnage est présent jusqu'en 1982 et réapparaît à chaque relance mais sans retrouver son succès antérieur[89],[57].
- Richie Rich  apparaît en septembre 1953 dans une histoire secondaire publiée dans le comics Little Dot. Deux personnes se disputaient sa création : Alfred Harvey et Warren Kremer, qui affirmaient tous deux être à l'origine du personnage. Il est possible que ce ne soit aucun des deux, car le premier à l'avoir dessiné est Steve Muffatti dans le premier numéro de Little Dot[56]. Richie Rich est rapidement populaire mais c'est seulement en novembre 1957 qu'un comics lui est consacré et il faut attendre 1960 pour qu'il corresponde à son propre titre[60]. Devenu le personnage le plus populaire de Harvey Comics, il fait l'objet de nombreuses déclinaisons en comic books, dont quatre ont dépassé les cent numéros : Richie Rich (1960-1982 /1986-1994 : 282 numéros), Richie Rich Millions (1961-1982 : 113 numéros), Richie Rich Dollars and Cents (1963-1982 : 109 numéros) et Richie Rich Success Stories (1964-1982 : 105 numéros)[90].
- Spooky the Tuff Little Ghost  apparaît en juin 1953 dans le dixième numéro de Casper the Friendly Ghost. Contrairement à Casper, qui est son cousin, il aime faire peur aux humains. Il revient dans plusieurs aventures de Casper avant de connaître en novembre 1955 un comics qui lui est consacré, intitulé Spooky the tuff little ghost et qui dure jusqu'en septembre 1980[91]. Trois séries dérivent de celle-ci : Spooky Spooktown (1961 - 1976), Tuff Ghosts Starring Spooky (1962 - 1972) et Spooky Haunted House (1972 - 1975). Les principaux dessinateurs de ses aventures sont Howard Post et Ben Brown ; Warren Kremer dessine les couvertures[92].
- Wendy la gentille petite sorcière apparaît pour la première fois dans le vingtième numéro du comics Casper the friendly ghost. Après plusieurs aventures dans des comics comme Spooky et Harvey Hits, elle fait l'objet d'un comics en propre en août 1960 jusqu'en 1976, suivi par la série dérivée Wendy Witch World (1961 - 1973) puis Wendy (1974 - 1976). Des dessins animés produits par Harvey Comics et Famous Studios lui sont aussi consacrés[93]. Le premier dessinateur de Wendy est Steve Muffatti, remplacé ensuite par Warren Kremer, Marty Taras et Howard Post[94].
- Rags Rabbit : créé en 1946 par Marty Taras dans le cinquième numéro de Nutty Comics, ce personnage précède de plusieurs années ceux qui naissent de l'accord entre Harvey et Famous Studio. L'absence de succès est évidente puisque Nutty Comics est arrêté en juillet 1947. Rags Rabbit revient en juin 1951 dans un comics à son nom[n 3] mais celui-ci ne dure que huit numéros et s'arrête en mars 1954. Il revient une dernière fois dans le deuxième numéro de Harvey Hits en octobre 1957 et dans quelques comics publicitaires cette même année. Si ce n'est dans des rééditions au format digest dans les années 1987-1988, Rags Rabbit n'apparaît plus jamais dans des comics après cette date[95].

### Autres séries

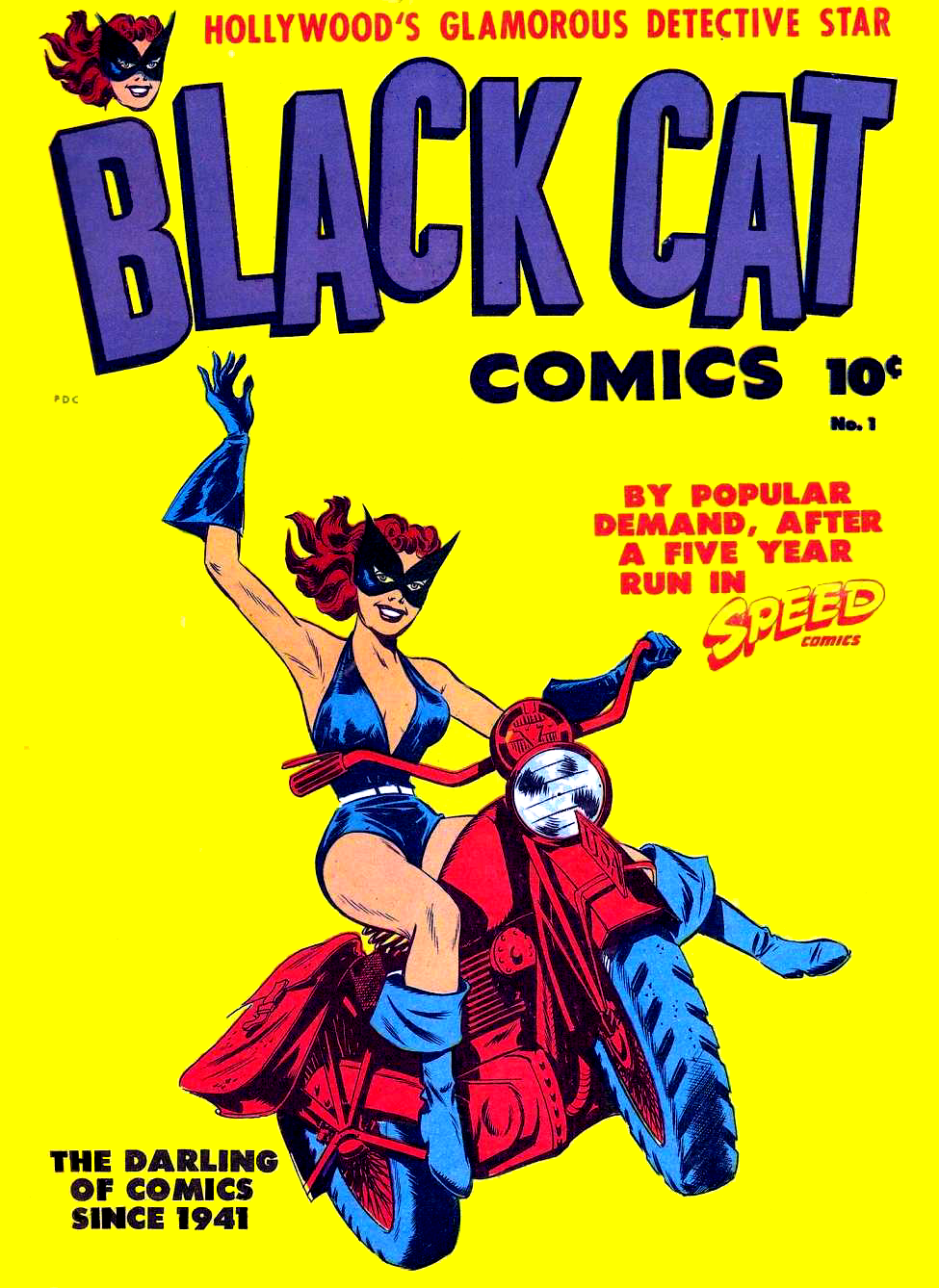
Couverture de Black Cat Comics no 1 par Joe Simon (1946).

- Black Cat : créée par Al Gabriele dans le premier numéro de Pocket Comics, cette héroïne masquée est le personnage le plus populaire de Harvey Comics durant la Seconde Guerre mondiale. Elle combat surtout les nazis ainsi que les malfaiteurs après la fin du conflit. À partir de l'été 1946, elle obtient son propre bimestriel intitulé Black Cat Comics. Une fois les super-héros passés de mode, le périodique devient Black Cat Western en 1948, puis Black Cat Mystery Comics en 1951. Cependant, la justicière éponyme n'apparaît alors plus dans les comics portant son nom[9].
- The Sad Sack  paraît pour la première fois dans un numéro de Yank Magazine, un hebdomadaire publié par l'armée américaine[12]. Le personnage est créé par George Baker, qui voulait montrer ce qu'était vraiment la vie des soldats[96]. Le succès de ce strip amène la publication par Simon & Schuster d'un premier recueil intitulé The Sad Sack, suivi en 1946 de The New Sad Sack. Après-guerre, George Baker trouve des journaux pour diffuser sa série qui en 1946 apparaît aussi dans un comic book, le numéro 55 de True Comics. En 1949, Sad Sack est publié en comic book par Harvey Comics. Les premiers numéros de ce comics racontent l'histoire du personnage après sa démobilisation mais, au bout de 21 numéros, Baker préfère revenir à l'idée originale et fait de Sad Sack de nouveau un militaire. Cette décision porte ses fruits car, à partir de ce moment, les ventes du comics s'envolent. Au milieu des années 1950, Baker abandonne l'écriture et le dessin du comic book et il est remplacé par plusieurs dessinateurs dont Fred Rhoads qui réalise le plus d'épisodes. La série est publiée de 1949 à 1982 et compte 287 numéros. Trois séries dérivées sont publiées entre 1949 et 1982 : Sad Sack and the Sarge, Sad Sad Sack world et Sad Sack Comics[12].
- Bunny : ce personnage est exceptionnel chez Harvey car il s'agit d'une adolescente top-model et actrice. Elle naît d'un accord entre Harvey et une société qui voulait créer une poupée semblable à Barbie. L'idée était que le comics soutiendrait les ventes du jouet et celui-ci inciterait les enfants à acheter le comics. Cependant, la société de jouet fait faillite avant même le lancement du comics. Les frères Harvey décident toutefois de lancer la publication. Le scénariste est Warren Harvey, neveu de Alfred Harvey, et le dessinateur est Hy Eisman, remplacé à partir du neuvième numéro par Hy Rosen. Le premier numéro date de décembre 1966 et le vingtième de décembre 1971. Un vingt-et-unième épisode paraît en novembre 1976. La série s'inspire d'Archie Comics, Katy Keene (surtout dans l'utilisation de modèles de vêtements suggérés par les lectrices) et Millie the Model, publié par Marvel Comics. Les deux jeunes femmes blondes participent à des défilés de mode et toutes deux ont une rivale brune (Esmeralda, surnommée Esmy, pour Bunny)[97]. Le comics accueille d'autres personnages dont Fruitman, un jeune homme qui peut se transformer en fruit ou en légume de taille humaine, Sooper Hippie et Captain Flower. Des trois, seul Fruitman correspond ensuite à un comics à son nom — Fruitman Special — qui ne connaît qu'un numéro[98].

## Animation

### De 1951 à 1969
Les relations commerciales entre Harvey Comics et Famous Studios commencent le 16 octobre 1951, date de la signature de l'accord entre les deux entreprises. Harvey ne fait alors qu'adapter les séries du studio. En 1959, Harvey rachète les droits des personnages et l'une des clauses du contrat impose à Harvey de produire les nouveaux dessins animés avec Famous. La production devient effective à partir de 1963. Entretemps, Harvey a conclu un contrat avec le réseau de télévision ABC. Le 11 octobre 1959 débute ainsi une série intitulée Matty's Funday Funnies où sont diffusés, le dimanche après-midi, les dessins animés produits par Famous Studios pour le cinéma dans les années 1940-50. Harvey à cette occasion adopte une mascotte, un arlequin surgi d'une boîte, qui se retrouve dans les dessins animés et les comics. Ce personnage était déjà présent depuis 1943 dans la série de dessins animés produite par Paramount et intitulée Noveltoon. Il servait de fil conducteur entre des dessins animés que rien d'autre ne reliait. Créé par Gordon Sheehan, il est donc repris et redessiné sur les couvertures de comics, sortant d'une boîte.  Celle-ci adopte, sur les comics, la forme d'un écran de télévision où est inscrit Harvey Comics. Sous ce premier écran se trouve un second dans lequel le personnage principal du comics, qui est aussi un des héros des dessins animés, est présent. Le lien entre la série télévisée et le comics est donc très prononcé. En décembre 1961, Matty's Funday Funnies est arrêtée et remplacé par une nouvelle série de dessins animés, intitulée Beany and Cecil mais cela ne signifie pas la fin des dessins animés Harvey puisqu'en 1962, ils reviennent en syndication sous le titre Casper & Company. Puis, à partir du 5 octobre 1963, ABC propose une nouvelle série de dessins animés intitulée The New Casper Cartoon Show. En 1967, les droits des personnages de Famous Studios sont rachetés par Harvey Comics qui en plus de les utiliser dans ses comics, produit de nouveaux dessins animés diffusés sous le titre générique de HarveyToons. Le contrat de 1959 imposait de confier l'animation aux Famous Studios mais ceux-ci ont été absorbés par les studios de la Paramount,en 1967 ; c'est donc la Paramount qui produit cette série. Celle-ci mêle nouveautés et reprises d'anciens dessins animés et elle est diffusée jusqu'au 27 décembre 1969. Elle est ensuite distribuée en syndication jusqu'à la fin des années 1980.

### De 1979 à 2019

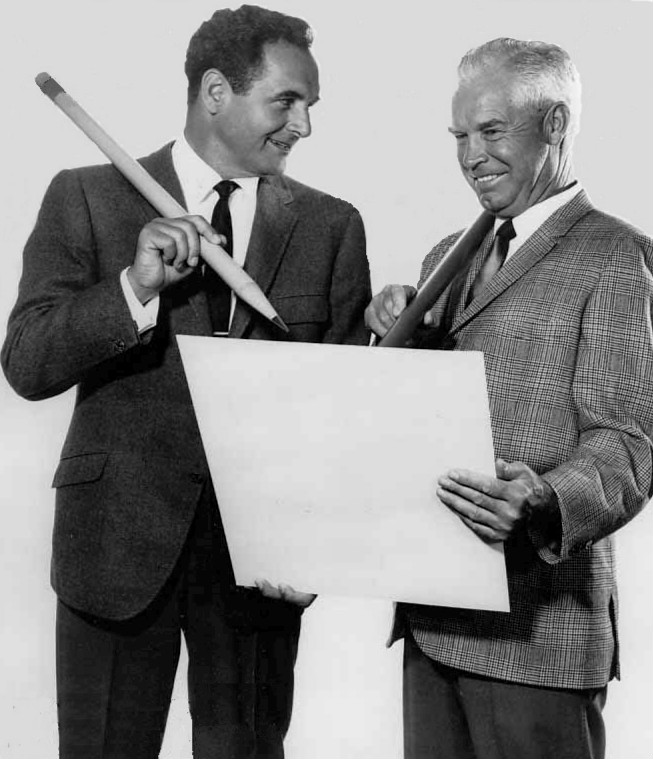
Bill Hanna et Joseph Barbera producteurs de dessins animés mettant en scène Casper.

Dix ans après The New Casper Cartoon Show, le petit fantôme apparaît dans un programme long, produit par Hanna-Barbera et intitulé Casper's First Christmas dans lequel Casper est accompagné par Yogi Bear. Puis est lancée une nouvelle série de dessins animés, intitulée Casper and the angels toujours produite par Hanna-Barbera. Casper est alors un voyageur de l'espace, accompagné dans son vaisseau par deux jeunes filles, Mini et Maxi, et par un autre fantôme, Hairy Scarey. La série est diffusée en 1979 et 1980 le samedi. Un autre long métrage pour la télévision est diffusé à Halloween. Il est intitulé Casper Saves Halloween et ne présente que Casper et Hairy Scarey. Après Casper, Richie Rich a aussi droit à son dessin animé. Il commence en novembre 1980 sur ABC et il est produit par Hanna-Barbera. Il est diffusé le samedi matin et partage la vedette avec d'autres séries : Scooby-Doo, Pac-Man et Les Petites Canailles. La diffusion de ce programme cesse en 1984.
En 1994, pour Montgomery, le président d’Harvey, le temps n’est plus aux comics mais aux dessins animés. Cette année est diffusée une série mettant en scène Baby Huey qui dure jusqu’en 1996. Les épisodes inédits sont complétés par des rediffusions des épisodes ds années 1950. C’est ensuite Casper qui connaît une adaptation télévisée. En effet, en 1995 sort le film Casper et une suite télévisée en prise d'images réelle est envisagée mais, pour des raisons budgétaires et en l'absence des acteurs principaux du film, le choix d'un dessin animé est préféré. Celui-ci, nommé Les Spectraculaires Nouvelles Aventures de Casper, connaît 52 épisodes. Les éléments principaux du film sont conservés (personnages et origines de Casper),. De même, en 2006 est diffusé directement à la télévision le film Casper's Scare School suivi d'une série de 52 épisodes diffusée sur Cartoon Networks de 2009 à 2012. Entre-temps, en 1996, Richie Rich a aussi eu droit à sa nouvelle série qui reprend aussi des épisodes de la série de Baby Huey. Mais cette tentative n’a guère de succès et s’arrête au bout d’un an.
Enfin, en 2018, alors que DreamWorks, après une série de rachats, est devenue propriétaire des personnages de Harvey Comics, une nouvelle série est lancée sur Netflix : Harvey Street Kids. Les personnages principaux sont cette fois les fillettes Little Audrey, Little Lotta et Little Dot. Le graphisme est très différent de celui des comics et plusieurs éléments importants ont été modifiés. Ainsi, Little Lotta n'est plus énorme ni d'une force surhumaine, Little Dot est noire et n'est plus obsédée par les points. Cependant, le critique Robert Lloyd juge qu'assez d'éléments restent présents pour établir la filiation entre les héroïnes des années 1950 et leurs nouvelles incarnations.

## Adaptations

### Films

#### Films en prises de vue réelles

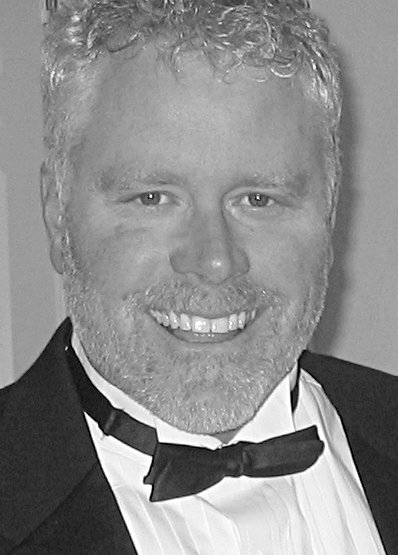
Sean McNamara, réalisateur de deux films mettant en scène Casper.

- P'tite tête de trouffion : Sorti en 1957, ce film dirigé par George Marshall met en vedette Jerry Lewis dans le rôle titre. Il s'agit d'un des premiers rôles de Lewis sans Dean Martin[112]. Le New-York Times explique que le film n'a rien à voir avec le comics. Il met en valeur Jerry Lewis avec ses grimages habituels face à Peter Lorre dans le rôle du méchant mais ne garde rien du charme du comics[113].
- Baby Huey's Great Easter Adventure : réalisé en 1998 par Stephen Furst, ce film sorti directement en vidéo raconte l'histoire du caneton anthropomorphe géant et doté d'une force extraordinaire Baby Huey adopté par une famille américaine. Il est convoité par un producteur de spectacles peu scrupuleux et par un ornithologue[114].
- Casper : sorti en 1995, ce film réalisé par Brad Silberling et produit par Steven Spielberg garde l'idée essentielle d'un gentil fantôme qui veut des amis et dont les oncles cherchent à terroriser les humains. Il diffère cependant sur un point essentiel faisant de Casper le fantôme d'un enfant mort alors que dans les comics il était un esprit depuis toujours. Le film à l'époque est plutôt apprécié et les effets spéciaux qui permettent de mettre à l'écran acteur et image de synthèse émerveillent. Ce film engendrera deux suites en prise de vues réelles et un dessin animé[115].
- Casper, l'apprenti fantôme : ce film, réalisé par Sean McNamara et sorti directement en vidéo raconte des évènements qui se passent avant le film Casper. Casper, au début du film, ne sait pas encore qu'il est un fantôme. Il arrive accidentellement dans le monde des mortels et se lie d'amitié avec un enfant nommé Chris Carson. Le père de celui-ci veut raser le manoir Applegate où demeurent trois fantômes. Après bien des péripéties le château est sauvé et le père de Chris comprend combien il a délaissé son fils pour son travail. Les critiques sont très négatives et insistent sur le fait que ce film est destiné aux plus jeunes et n'a pas le charme du précédent[116].
- Casper et Wendy : cette seconde suite sortie directement en vidéo et réalisée par Sean McNamara raconte la rencontre entre Casper et Wendy la gentille petite sorcière. Celle-ci et ses trois tantes sont poursuivies par un magicien mais l'aide de Casper amène la disparition de celui-ci. Wendy pour s'être liée d'amitié avec Casper alors que les sorcières et les fantômes sont des ennemis de toujours devient la plus grande des sorcières. Le film est notable surtout pour la présence d'Hilary Duff dans le rôle de Wendy[117].

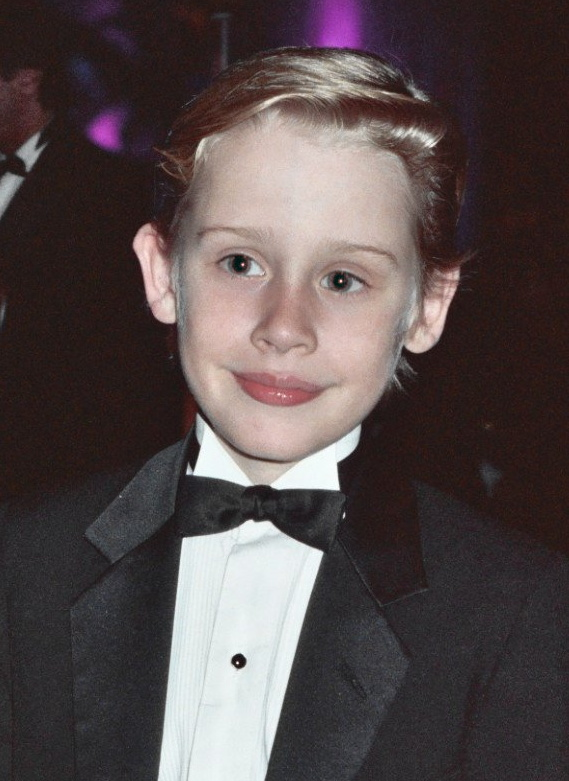
Macaulay Culkin tient le rôle principal du film Richie Rich.

- Richie Rich : Dirigé par Donald Petrie et joué par Macaulay Culkin présente Richie Rich qui malgré son extraordinaire richesse cherche à se faire des amis . Alors que ses parents sont présumés morts, il doit affronter un chef d'entreprise peu scrupuleux qui cherche à mettre la main sur la fortune de Richie[118].
- Richie Rich: Meilleurs Vœux : Sorti directement en vidéo, cette suite de Richie Rich est dirigée par John Murlowski. Le rôle titre n'est plus tenu par Macaulay Culkin mais par David Gallagher. La veille de Noël Richie Rich accusé à tort d'avoir gâché le Noël des orphelins souhaite ne jamais être né. Ce souhait est exaucé mais Richie Rich découvre alors combien sa ville serait malheureuse sans lui. En effet, son cousin Reggie Van Dough en a pris le contrôle et ses habitants sont réduits à la pauvreté. Heureusement, Richie parvient à inverser son vœu et ramène la joie pour Noël[119].

#### Films d'animation
- Casper : Le Nouveau Défi : ce film d'animation réalisé par Owen Hurley est sorti directement en vidéo. Casper doit au début du film faire peur à au moins une personne s'il ne veut pas se retrouver dans une espèce de monde infernal appelé The Dark. Il est confié à ses trois oncles qui doivent le surveiller pour qu'il exécute cette tâche. Sinon, ils connaîtront le même châtiment. Le film se résout lorsque Casper, aidé de son cousin Spooky, effraie ses trois oncles qui lassé de l'incapacité de Casper à effrayer des humains avaient prévu de voler tous les cadeaux de Noël dans la ville où ils se trouvaient[120].
- Casper's Scare School : ce film franco-américain d'animation est diffusé directement à la télévision puis sort en vidéo. Casper est ici dans une école dans laquelle tous les élèves sont des créatures de la nuit (fantômes, loup-garous, vampires…) et où il doit apprendre à faire peur aux humains. Le film a ensuite été décliné en une série télévisée et une mini-série de comics publiée par APE entertainment a été produite pour accompagner la série[110],[54].

### Série télévisée
- Richie Rich : en 2015, Netflix propose une série dont Richie Rich, joué par Jake Brennan, est le héros. Contrairement aux comics et au film, Richie n'est pas le fils de parents extrêmement riches. Au contraire, il invente une machine qui convertit les légumes en énergie et vend son idée à des industriels. Il obtient par ce procédé une fortune qui lui permet de loger sa famille et ses amis dans un château. La série tient du sitcom et elle est destinée aux enfants[121].

### Disques
En 1982, Harvey cesse de publier des comics mais la société cherche néanmoins à exploiter ses personnages. Ainsi, un accord est signé avec Polygram qui, par sa filiale Parachute Records, produit quatre disques reprenant des histoires de Richie Rich. Ces quatre albums sortent en 1983 et s'intitulent Richie Rich: 4 Great Stories! (durée : 39 min), Richie Rich: Mysteries of the deep! (durée : 39 min), Richie Rich: The merry adventures of Richie Hood (durée : 40 min) et Richie Rich: Double Trouble! (durée : 37 min). Les disques sont des produits de très bonne qualité. Ils mêlent récits et chansons.